# GroenLinks-lijsttrekkersreferendum 1993
In september en oktober 1993 hield GroenLinks een intern lijsttrekkersreferendum over het lijsttrekkerschap van de partij bij de verkiezingen van 1994.
De aanleiding van het referendum was het vertrek van Ria Beckers uit de politiek in 1993. Zij had zestien jaar in de kamer gezeten. Twaalf jaar voor de Politieke Partij Radikalen en sinds 1989 voor GroenLinks, waarin de PPR op was gegaan. Beckers was gedurende deze hele periode fractievoorzitter. Zij werd ad interim opgevolgd als fractievoorzitter door Peter Lankhorst die aankondigde dat hij het lijsttrekkerschap niet ambieerde.
Er deden twee duo's en vijf individuele leden mee aan de verkiezing. De mogelijkheid van het duo-lijsttrekkerschap was ingesteld door de GroenLinkse Raad om de zwaarte van het lijsttrekkerschap te verlichten:
- Paul Rosenmöller en Leoni Sipkes waren het eerste duo dat zich aanmeldde:
  - Rosenmöller was sinds 1989 lid van de Tweede Kamer. Hij was op de GroenLinks lijst gekomen als onafhankelijke, iemand die niet gebonden was aan een van de vier partijen die GroenLinks oprichtte;
  - Sipkes was sinds 1990 lid van de Tweede Kamer. Zij was afkomstig uit de Pacifistisch Socialistische Partij;
- Ina Brouwer en Mohammed Rabbae vormden het tweede duo:
  - Brouwer zat sinds 1981 in de kamer voor de Communistische Partij van Nederland en sinds 1989 voor GroenLinks;
  - Rabbae was een onbekende binnen GroenLinks, hij was directeur van het Nederlands Centrum voor Buitenlanders;
- Wim de Boer, oud-voorzitter van de PPR en sinds 1991 fractievoorzitter in de Eerste Kamer;
- Herman Meijer, fractievoorzitter in de gemeenteraad van Rotterdam en afkomstig uit de CPN;
- Ineke van Gent, fractievoorzitter in de gemeenteraad van Groningen en afkomstig uit de PSP;
- Marianne van der Zeeuw-Koppert, raadslid in Zoetermeer;
- Agnes Koelemij, een studerende bijstandsmoeder die politiek wilde in gaan als de armste kandidaat ooit.

61% leden brachten hun stem uit in de eerste ronde. Het duo Brouwer/Rabbae won de meeste stemmen (36%), maar geen meerderheid, zij werden gevolgd door Rosenmöller/Sipkes (34%) en De Boer (18%), de overige kandidaten wonnen minder dan 10% van de stemmen. Het was noodzakelijk om een tweede ronde uit te schrijven tussen de twee hoogst geëindigde kandidaten. In de tweede ronde stemde 70% van de leden; hiervan kozen 51% voor Brouwer/Rabbae. Dit werd door journalisten gezien als een opmerkelijke keuze omdat zij Rosenmöller als de kanshebber zagen.
Op de lijst bij de verkiezingen stond Brouwer één, gevolgd door Rabbae, Rosenmöller en Sipkes. Bij de verkiezingen van 1994 verloor GroenLinks één zetel. Hierop trad Ina Brouwer af als partijleider en verliet zij de Tweede Kamer. Zij werd als politiek leider opgevolgd door Rosenmöller.
| Naam               | Ronde 1 | Ronde 1 | Ronde 2 | Ronde 2 |
| ------------------ | ------- | ------- | ------- | ------- |
| Brouwer/Rabbae     | 2498    | 34%     | 4504    | 51%     |
| Rosenmöller/Sipkes | 2664    | 36%     | 4301    | 49%     |
| De Boer            | 1324    | 18%     |         |         |
| Van Gent           | 421     | 6%      |         |         |
| Meijer             | 294     | 4%      |         |         |
| Koelemij           | 100     | 1%      |         |         |
| Van der Zeeuw      | 90      | 1%      |         |         |
| Totaal             | 7493    | 61%     | 8805    | 70%     |